# Hue Mars en Venus tsaemen bueleerden
Hue Mars en Venus tsaemen bueleerden is een toneelstuk dat door de Brusselse stadsdichter Jan Smeken werd geschreven.

## Achtergrond
Hue Mars en Venus tsaemen bueleerden zou omstreeks 1500 door Smeken geschreven zijn. Het is enkel bewaard in latere bronnen, namelijk in een handschrift van Reijer Gheurtsz uit 1551 en in een gedrukte bundel sinnespelen van de rederijker Johan Baptista Houwaert. Het stuk werd door Hans van Dijk en Femke Kramer opnieuw uitgegeven en vertaald als Het overspel van Mars en Venus.
Het stuk gaat terug op een Oud-Griekse mythe over Hefaistos (Vulcanus in de Romeinse traditie) en het overspel van zijn echtgenote Afrodite (Venus) met Ares (Mars). Het is geschreven in gepaard rijm, met uitzondering van de rondelen. Er worden veel alliteraties gebruikt en ook binnenrijm komt vaak voor. Het hele stuk is erg ritmisch geschreven, vooral in de rondelen.
Hue Mars en Venus tsaemen bueleerden is een voorbeeld van een spel van sinne, een type toneelstuk waarin maatschappelijke en morele kwesties aangehaald worden. In een spel van sinne zijn altijd sinnekens aanwezig: een soort duivelachtige figuurtjes die vooral observeren. Deze sinnekens zijn allegorische personages. In dit toneelstuk worden de sinnekins wellicht ietwat atypisch vormgegeven. Ze hebben vooral een komische functie en spelen ook de rol van verleider. Daarnaast geven ze de gedachten van de hoofdpersonages weer.
Opvallend in deze versie van Smeken is dat het overspel niet hardhandig wordt berispt. Integendeel, Vulcanus wordt als een incompetente echtgenoot afgeschilderd, een antiheld zelfs. Daarentegen worden Mars en Venus omschreven als elkaars gelijke en bijgevolg lijkt hun affaire begrijpelijker. Toch komt Mars ook niet zonder schade van de hele affaire af. Hij heeft zijn status als oorlogsheld verloren door zich zo deemoedig aan Venus over te geven.

## Verhaallijn
Het stuk begint met een gesprek tussen Juno, Venus en Pallas, waarin Venus haar beklag doet over haar botte en gebrekkige echtgenoot Vulcanus, een zoon van Juno. De drie godinnen worden afgeluisterd door twee sinnekens: het Jolijt van Ooghen en het Ghepeijs van Minnen. De twee bemerken de lonkende manier waarop Mars en Venus elkaar begroeten en besluiten daarom een plannetje te smeden om de twee te doen samenkomen. Ook Juno en Pallas hebben het geflirt opgemerkt en waarschuwen Venus om trouw te blijven. Wanneer Venus en Mars elkaar even later ontmoeten, is Venus eerst erg terughoudend, maar als Mars haar zegt dat Vulcanus niets van de affaire hoeft af te weten, bezwijkt ze. De twee besluiten om die avond samen naar de slaapkamer te trekken. Ondertussen praat Vulcanus met de goden Phebus en Apollo (die bij Smeken twee verschillende godheden zijn en niet, zoals de Griekse mythologie suggereert, een enkele godheid vormen) en schept hij op over de trouwheid van zijn echtgenote Venus. Phebus waarschuwt echter dat Vulcanus zijn vrouw niet te veel moet vertrouwen en krijgt van Apollo de opdracht om een oogje in het zeil te houden bij Venus.
Die avond komt Mars naar de slaapkamer van Venus, waar ze kussen en vrijen. Als de zonnegod Phebus de volgende ochtend zijn stralen over de aarde laat schijnen, ziet hij Mars en Venus samen in bed liggen. Hij roept Vulcanus erbij en toont hem de minnaars. Vulcanus is uiteraard woest en wil hen de kamer uit jagen, maar Phebus houdt hem tegen: het is handiger om de minnaars te vangen en hen zo ten schande te zetten voor alle goden en godinnen. Phebus geeft Vulcanus daartoe een scherp diamanten net dat hij over het liefdesbed werpt zodat Venus en Mars, nog steeds vredig slapend, zich niet kunnen verroeren. Phebus en Vulcanus snellen dan naar het paleis van de goden waar zij Neptunus, Pallas, Juno en Mercurius aantreffen. Vulcanus vertelt hen over het overspel van zijn vrouw. Daarop vragen de goden om bewijs en Vulcanus nodigt iedereen uit om hem te volgen naar de slaapkamer van Venus. Juno en Pallas weigeren omdat zij Venus niet in verlegenheid willen brengen. Zij voegen daaraan toe dat wie zijn echtgenote in diskrediet brengt, zelf leed en blaam verdient.
Ondertussen zijn Vulcanus, Neptunus en Mercurius aangekomen bij het bed. Mercurius en Neptunus weerhouden Vulcanus ervan de geliefden te doden. Het is ook nergens voor nodig ze ten schande te zetten en het beste is om ze daar eerloos te laten liggen. De twee goden spotten daarnaast met Mars. De eens zo dappere en onverschrokken held is gereduceerd tot een zacht doetje in de armen van zijn geliefde. Zijn tijd als oorlogsheld is voorgoed voorbij. Het stuk eindigt met de sinnekens die Vulcanus uitjouwen wanneer hij met de andere goden vertrekt. Ze noemen hem een eerloze ellendeling. Iedereen die eerbaar is, zeggen de sinnekens, zal hem haten voor de schande die hij Mars en Venus heeft aangedaan. Immers, wie zijn eigen vrouw lastert, verdient het om zelf te worden verbannen.